# Зефир опалённый
Зефир опалённый (лат. Japonica adusta) — вид дневных бабочек из семейства голубянок (Lycaenidae).

## Описание
Длина переднего крыла самцов 20—22 мм, самок 19—23 мм. Размах крыльев 30—41 мм. Самец и самка окрашены на верхней стороне крыльев оранжево-охристый. Задние крылья с хвостиком. Нижняя сторона крыльев оранжево-охристая, немного темнее фона верхней стороны. В центральной ячейке передних крыльев расположены четыре поперечных волнистых полоски белого цвета с серебристым отливом, на задних крыльях — две белые полосы. Глаза голые. Передние лапки самцов сегментированы.

## Ареал
Россия (южное Приморье), Китай, Япония.

## Биология
За год развивается одно поколение. Время лёта в июле — августе. Гусеница развивается на Quercus serrata.